# St. Peters (Missouri)
St. Peters è una città degli Stati Uniti d'America, nella Contea di Saint Charles dello Stato del Missouri.
Appartiene alla cintura urbana della città di St. Louis. Al 2006 possedeva una popolazione di 54 839 abitanti.
Come municipalità venne incorporata nel 1910.